# Aesalus asiaticus
Aesalus asiaticus là một loài bọ cánh cứng trong họ Lucanidae. Loài này được Lewis mô tả khoa học năm 1883.